# Docteur Glas (film, 1968)
Pour plus de détails, voir Fiche technique et Distribution.
Docteur Glas (Doktor Glas) est un film dramatique danois réalisé par Mai Zetterling et sorti en 1968. Le scénario est une adaptation du roman Docteur Glas de Hjalmar Söderberg. En compétition au Festival de Cannes 1968, le film n'a pas été projeté en raison de l'interruption du festival en soutien aux événements de Mai 68.

## Synopsis
Helga Gregorius, la femme d'un pasteur repoussant, vient consulter le docteur Glas, médecin respectable exerçant à Stockholm. Elle lui demande conseil pour éviter d'être forcée de consommer son mariage. Le docteur Glas tombe amoureux d'Helga et fait face à un dilemme moral.

## Fiche technique
- Titre français : Docteur Glas
- Titre original : Doktor Glas
- Réalisation : Mai Zetterling
- Scénario : Mai Zetterling, David Hughes (en), d'après le roman de Hjalmar Söderberg
- Photographie : Rune Ericson
- Montage : Wic Kjellin
- Production : Laterna Film
- Durée : 83 minutes
- Pays d'origine : Suède et Danemark
- Année de réalisation : 1968
- Dates de sortie : 
  - mai 1968 au Festival de Cannes 1968 (projection annulée)
  - 12 juin 1968 au Danemark
  - 13 février 1969 en Suède
- Genre : Drame

## Distribution
- Per Oscarsson : Docteur Glas
- Lone Hertz (en) : Helga Gregorius
- Ulf Palme : le pasteur Gregorius
- Bente Dessau : Eva Martens
- Nils Eklund (en) : Markel, le journaliste
- Lars Lunøe : Klas Recke, amant d'Helga
- Berndt Rothe : Birck
- Helle Hertz : Anita
- Ingolf David : le père du docteur Glas
- Jonas Bergström : un ami d'université du docteur Glas